# Abraham Mateo
Abraham Mateo Chamorro, művésznevén Abraham Mateo (San Fernando, 1998. augusztus 25.) spanyol énekes és színész. Eddig négy albuma és nyolc kislemeze jelent meg.

## Kezdetek
2006-ban robbant be a köztudta, 8 éves korában lépett először színpadra Andaluciaban, egy különdíjat nyert el akkoriban a zsűritől.
2008-ban pedig újra megjelent egy Országos Versenyen, amit meg is nyert, s vokálját dicsérték. Még ugyan ebben az évben egy tévés tehetségkutató show-ban is felbukkant, a "Menuda Noche"-ban, majd egy andalucai csatornán a "Canal Sur"-ban. Ennek a fellépésének köszönhetően nemzetközileg elismert spanyol tehetségekkel is duettezett: Raphael, David Bisbal, David Bustamante és Juan Luis Guerra.

## Karrier
2009-ben 10 éves korában egy lemezszerződést írt alá az EMI Music Spain-nel. Majd ez év decemberében megjelent első albuma, Abraham Mateo címmel. Madridban vették fel, és Jacobo Calderón volt az album zeneszerzője. Ezen az albumon duettet énekelt a francia tini-tehetséggel Caroline Costaval. Az album első kislemeze az Vuelve conmigo volt.
2012-ben lemezszerződést írt alá az Sony Music Spain-nel. Négy évvel később, 2013. november 12-én megjelent negyedik stúdióalbuma, a AM, melynek bemutatkozó kislemeze az Señorita.
Harmadik nagylemeze 2014 őszére készült el, hiszen november 3-án megjelent a Who I AM.  Hasonló sikereket ért el vele Spanyolországban, mint a bemutatkozó albumával, ám ezzel az lemezzel már Latin-Amerikában is akkora sikereket ért el.
Mateo 2 alkalommal csillogtatta meg színészi képességeit először a "Días sin Luz"-ban, ami 2009-ben jelent meg, majd 1 évvel később 2010-ben pedig a "Raphael"-ben színészkedett.

## Albumok
- 2009: Abraham Mateo
- 2013: AM
- 2014: Who I AM
- 2015: Are you ready?
- 2018: A cámara lenta

## Maxik
- 2009:

Vuelve conmigo
Without you
- 2011:

Desde que te fuiste
- 2012:

Señorita
- 2013:

Girlfriend
- 2014

Lánzalo
All the girls
- 2015

Todo terminó
Old School
- 2016

Mellow Yellow

## Külső hivatkozások
- Abraham Mateo hivatalos oldala
- IMDb
- Abraham Mateo Hungary (magyar rajongói oldal)